# Sous le signe du lion
Sous le signe du lion est un téléroman québécois de 30 épisodes de 25 minutes en noir et blanc scénarisé par Françoise Loranger et diffusé du 16 mai 1961 au 19 décembre 1961 à la Télévision de Radio-Canada.
Une nouvelle version de deux saisons de 13 épisodes de 50 minutes a été diffusée du 4 septembre 1997 au 4 avril 2001. En 1997, c'est Hélène Pedneault qui adapta d'abord le scénario et Guy Fournier prit la relève en 2000 et signa les textes de la deuxième saison.

## Synopsis
L'histoire gravite autour du riche et puissant Jérémie Martin, père d'une famille qui le craint et le déteste. Devant les audaces et la modernité du scénario, Radio-Canada refusa d'abord de le diffuser, mais se ravisa quelques années plus tard.
Le récit commence après la mort de la femme de Jérémie, Clothilde, sur qui Annette, à la fois la maîtresse de Jérémie et la bonne de la maison, a pratiqué l'euthanasie par compassion. L'intrigue s'articulera ensuite autour du médaillon (sur lequel il est gravé « Qui suis-je ? ») et du journal intime de la défunte, auquel Jérémie n'a pas accès, ce qui le vexe énormément. Dans la seconde saison de la nouvelle version, écrite par Guy Fournier, Jérémie devient paralysé à la suite d'un arrêt cardiaque. Diminué et en fauteuil roulant, il perd son emprise sur son entourage, ce qui le rend encore plus malade.

## Fiche technique

### Sous le signe du lion(1961)
- Scénario : Françoise Loranger
- Réalisation : Jean-Pierre Sénécal
- Société de production : Société Radio-Canada

### Sous le signe du lion(1997)
- Œuvre originale : Françoise Loranger
- Adaptation : Hélène Pedneault
- Réalisation : Yvon Trudel et Maude Martin
- Coordonnatrice de production : Odette Rochon
- Directrice de production : Joanne Dorion
- Producteur exécutif : André Picard
- Producteur : Claude Désorcy
- Production : Les Productions SDA ltée

### Sous le signe du lion(2001)
- Scénario et dialogues : Guy Fournier
- Collaboration au scénario : Maryse Beauregard et Dominique Drouin
- Réalisation : Yvon Trudel
- Directrice de production : Marie-Hélène Guay
- Productrice déléguée : Joanne Dorion
- Producteur : Claude Désorcy
- Producteur exécutif : André Picard
- Production : Motion International IV Inc.
- Distribution : Zone 3 Inc.

## Distribution

### Version originale (1961)
- Ovila Légaré : Jérémie Martin
- Charlotte Boisjoli : Annette Julien
- Dyne Mousso : Martine Julien
- Jean Coutu : Beaujeu Martin
- Yves Létourneau : Laurent Martin
- Madeleine Langlois : Céline Martin
- Jean-Louis Paris : Albert Julien
- François Guillier : Michel Martin
- Claude Préfontaine Philippe Beaujeu
- Monique Mercure : Simone Martin
- Michel Mailhot : Jean-Marie Mounier
- Paul Hébert : Gabriel Mercier
- Roger Garceau : Notaire Beauchemin
- Denise Provost : Clothilde Martin
- Jean Dalmain : Dr Rondeau
- Juliette Béliveau : Marie-Rose Julien
- François Tassé : Maurice
- Jacques Kasma : René
- Rita Bibeau : Une employé de magasin
- Monique Champagne : Céline Martin
- Colette Courtois : Une sténographe
- Bertrand Gagnon : Me Pelletier
- François Lavigne : Trudeau
- Jean-Louis Millette : un client de Beaujeu
- Rose Rey-Duzil : Maria
- Claire Richard : Carmelle
- Philippe Robert : un avocat
- Véronique Vilbert : La secrétaire de Beaujeu

### Nouvelle version (1997-2001)
- Jacques Godin : Jérémie Martin
- Danielle Proulx : Annette Julien
- Nathalie Naubert : Clothilde Beaujeu
- Suzanne Clément : Martine Julien
- Jacques Lussier : Beaujeu Martin
- Roger Léger : Laurent Martin
- Sylvie Legault : Céline Martin
- Claude Prégent : Albert Julien
- Gabriel Sabourin : Michel Martin
- Alexis Martin : Philippe Beaujeu
- Éric Cabana : Maurice
- James Hyndman : Jean-Marie Mounier
- Denys Paris : René
- Anne-Marie Cadieux : Simone
- Denis Roy : Gabriel Mercier
- Jean Besré : Notaire Beauchemin
- Claude Préfontaine : Dr Rondeau
- Marie-Claude Michaud : Geneviève
- Huguette Oligny : Marie-Rose Julien
- Corinne Chevarier : Carmelle
- Lenie Scoffié : Maria
- Pierre Drolet : Docteur
- Pierre Légaré : Pelletier
- Margot Campbell : Céline
- Jean Deschênes : Le père de Jérémie
- Gisèle Trépanier : Antonia

## Récompenses
- Prix Gémeaux : Meilleur téléroman 1998